# Muschampia leuzeae
Muschampia leuzeae ist ein Schmetterling aus der Familie der Dickkopffalter (Hesperiidae).

## Merkmale
Die Vorderflügellänge beträgt 15 Millimeter. Die dunkelgraue Oberseite hat starke Ähnlichkeit mit jener von Muschampia proto. Auf den Vorderflügeln befindet sich ein sehr großer und rechteckiger Diskalfleck. Auf den Hinterflügeln sind wenige helle Flecken zu sehen. Die Unterseite ist grundsätzlich hellgrau und auf den Vorderflügeln bräunlich übergossen mit weißen Flecken. Auf den Hinterflügeln befinden sich eine regelmäßige und vollständige, aber schmale Diskalbinde sowie undeutliche helle Submarginalflecke.

## Geographisches Vorkommen und Lebensraum
Muschampia leuzeae ist ausschließlich in Algerien beheimatet und in trockenen, blumenreichen Gebieten anzutreffen. Die Art kommt von 1200 bis 2000 m über NN vor.

## Lebensweise
Die Falter fliegen von Mai bis Juli in einer Generation. Die Raupen ernähren sich von Brandkräutern (Phlomis).